# 아름다운 연인들
아름다운 연인들(La Belle Personne, The Beautiful Person)은 프랑스에서 제작된 크리스토프 오노레 감독의 2008년 드라마 영화이다. 루이 가렐 등이 주연으로 출연하였다.

## 출연

### 주연
- 루이 가렐
- 레아 세이두

### 조연
- 그레고이레 레프린스 린구에트
- 에스테반 카바잘-알레그리아
- 아가시 보니처
- 아나이스 드무스티에
- 장-미셀 포르탈
- 챈탤 노워스
- 토머스 아나르기로스
- 앨리스 부토드
- 에스더 가렐
- 도미닉 굴드
- 클로틸드 헤스메
- 샹탈 히망
- 키아라 마스트로얀니
- 리처드 루시우

## 제작진
- 미술: 사무엘 데쇼어스
- 배역: 리처드 루시우